# مينغ كاي تساي
مينغ كاي تساي (بالصينية: 蔡明凱) (ولد في 6 إبريل 1950) هو رجل أعمال صيني و رئيس شركة ميديا تيك.
عام 2014 ، احتل المرتبة الحادية والعشرين في تصنيف "أفضل الرؤساء التنفيذيين أداءً في العالم" وتم تصنيفه في المرتبة العشرين من حيث القيمة الصافية التايوانية وأيضا تتجاوز ثروته بين ال 2.8 مليار دولار.